# Vestslaviske sprog
Vestslaviske sprog udgør sammen med Sydslaviske sprog og Østslaviske sprog en af de tre grene af de slaviske sprog, der tilhører den Indoeuropæiske sprogfamilie. Vestslavisk tales i Centraleuropa, især Polen, Tjekkiet, Slovakiet og Lausitz.

## Vestslaviske sprog opdeles i
- Vestslavisk
  - Tjekkisk-Slovakiske sprog
    - Tjekkisk
    - Slovakisk
      - Østlige dialekter
        - Pannonisk [note 1]

  - Lekhitiske sprog
    - †[note 2] Oldpolsk
      - Polsk

    - Schlesisk [note 3]
    - † Pommerske sprog
      - Kasjubisk

    - † Polabisk

  - Sorbiske sprog
    - Øvresorbisk
    - Nedresorbisk

  - † Knaanisk

Noter
1. ↑  Alternativt opfattet som et østslavisk sprog, en ukrainsk dialekt, eller som en dialekt mellem vestukrainske dialekter og østslovakiske dialekter
2. ↑  † ~ uddød
3. ↑  Nogle sprogforskere mener at schlesisk er en polsk eller oldpolsk dialekt, bortset fra Lach dialekter, som hører til det tjekkiske sprog

## Andre undergrupper af slavisk sprog
- Østslavisk
- Sydslavisk